# Polymixis dubia
Polymixis dubia är en fjärilsart som beskrevs av Philogène Auguste Joseph Duponchel 1836. Polymixis dubia ingår i släktet Polymixis och familjen nattflyn. Inga underarter finns listade i Catalogue of Life.